# Federazione calcistica di Cipro
La Federazione calcistica di Cipro (in greco Κυπριακή Ομοσπονδία Ποδοσφαίρου, Kypriakī Omospondía Podosférou, acronimo ΚΟΠ, in inglese Cyprus Football Association, acronimo CFA) è l'ente che governa il calcio a Cipro. Fondata nel 1934, ha sede a Nicosia e ha come colori ufficiali quelli nazionali, ovvero il bianco e il blu.
Le formazioni di club a essa affiliate e la nazionale di calcio cipriota partecipano alle competizioni continentali della UEFA.
La stagione del campionato di calcio cipriota, la cui prima edizione si è svolta nel 1935 e ha visto trionfare il Trast, si svolge da settembre a maggio. L'organismo pone sotto la propria egida anche la Coppa di Cipro, nata nel 1934.